# Iglinsky (huyện của Bashkortostan)
Huyện Iglinsky (tiếng Nga: ? райо́н) là một huyện hành chính tự quản (raion), của Bashkortostan, Nga. Huyện có diện tích 2469 kilômét vuông, dân số thời điểm ngày 1 tháng 1 năm 2000 là 43700 người. Trung tâm của huyện đóng ở Iglino.